# منوی امروز برای خانواده امیا
منوی امروز برای خانوادهٔ امیا (ژاپنی: 衛宮さんちの今日のごはん هپبورن: Emiya-sanchi no Kyō no Gohan) یک مجموعه مانگای ژاپنی اثر TAa است. این مانگا از ۲۶ ژانویه ۲۰۱۶ در وبگاه کدوکاوا شوتن منتشر شد و تا ۲۵ مارس ۲۰۲۵ در ۱۱ جلد تانکوبون جمع‌آوری شد. این مانگا که دنباله‌ای بر فیت/استی نایت است، در مورد زندگی روزمرهٔ شخصیت اصلی شیرو ایمیا می‌چرخد که انواع مختلف غذاهای ژاپنی را برای خانواده و دوستانش پخت می‌پزد. یک اوان‌ای ۱۳ قسمتیاز این مانگا اقتباس و از ۲۵ ژانویه ۲۰۱۸ تا ۱ ژانویه ۲۰۱۹ پخش شد.